# 中华人民共和国反恐怖主义法
《中华人民共和国反恐怖主义法》是在2015年12月27日举行的中华人民共和国第十二届全国人民代表大会常务委员会闭幕会上表决通过的一部旨在反对恐怖主义的法律，通过后当天由国家主席习近平根据全国人大常委会的决定签署主席令予以公布，自2016年1月1日起施行。该法律共10章97条，对恐怖活动组织和人员的认定、安全防范、情报信息、调查、应对处置、国际合作、保障措施、法律责任等方面进行了规定。

## 立法背景与经过
反恐怖主义法制定施行之前，中华人民共和国有关反恐怖主义的法律规定见于刑法、刑事诉讼法、反洗钱法、人民武装警察法等多部法律，以及2001年12月29日第九届全国人大常委会第25次会议通过的《中华人民共和国刑法修正案（3）》、《国家安全法》及其实施细则和2011年10月29日第11届全国人大常委会第23次会议通过的《全国人民代表大会常务委员会关于加强反恐怖工作有关问题的决定》等，此外，中国还缔结参加了《制止恐怖主义爆炸的公约》、《制止向恐怖主义提供资助的国际公约》等一系列反恐怖主义国际公约。联合国安理会通过的第1267号、1373号、1333号、1456号等反恐决议也是中国反恐活动的重要依据。
由于受国际恐怖活动高发、境内外东突势力渗透煽动的影响，中国境内所面临的暴力恐怖主义活动威胁越来越突出，发生了多起暴恐案件，给人民群众的生命财产安全造成了严重的损失，威胁到了中国的国家安全、社会稳定、经济发展、民族团结和人民生命财产安全。在原有法律规定的基础之上，制定一部专门的反恐怖主义法，成为中国打击恐怖主义的现实需要。
2014年10月，第十二届全国人民代表大会常务委员会第11次会议初次审议了《中华人民共和国反恐怖主义法（草案）》。2014年11月3日将草案公布，向社会公开征求意见。2015年2月25日，第12届全国人大常委会第13次会议对反恐怖主义法草案进行了二次审议。
2015年12月27日，第12届全国人大常委会第60次委员长会议决定将反恐怖主义法草案交付12届全国人大常委会第十八次会议闭幕会表决。同日，第12届全国人大常委会第十八次会议举行闭幕会，会议应到168人，出席159人，以158票赞成、1票反对表决通过了《中华人民共和国反恐怖主义法》。同日，中华人民共和国主席习近平根据全国人大常委会的决定签署第36号主席令予以公布，自2016年1月1日开始施行。

## 主要内容

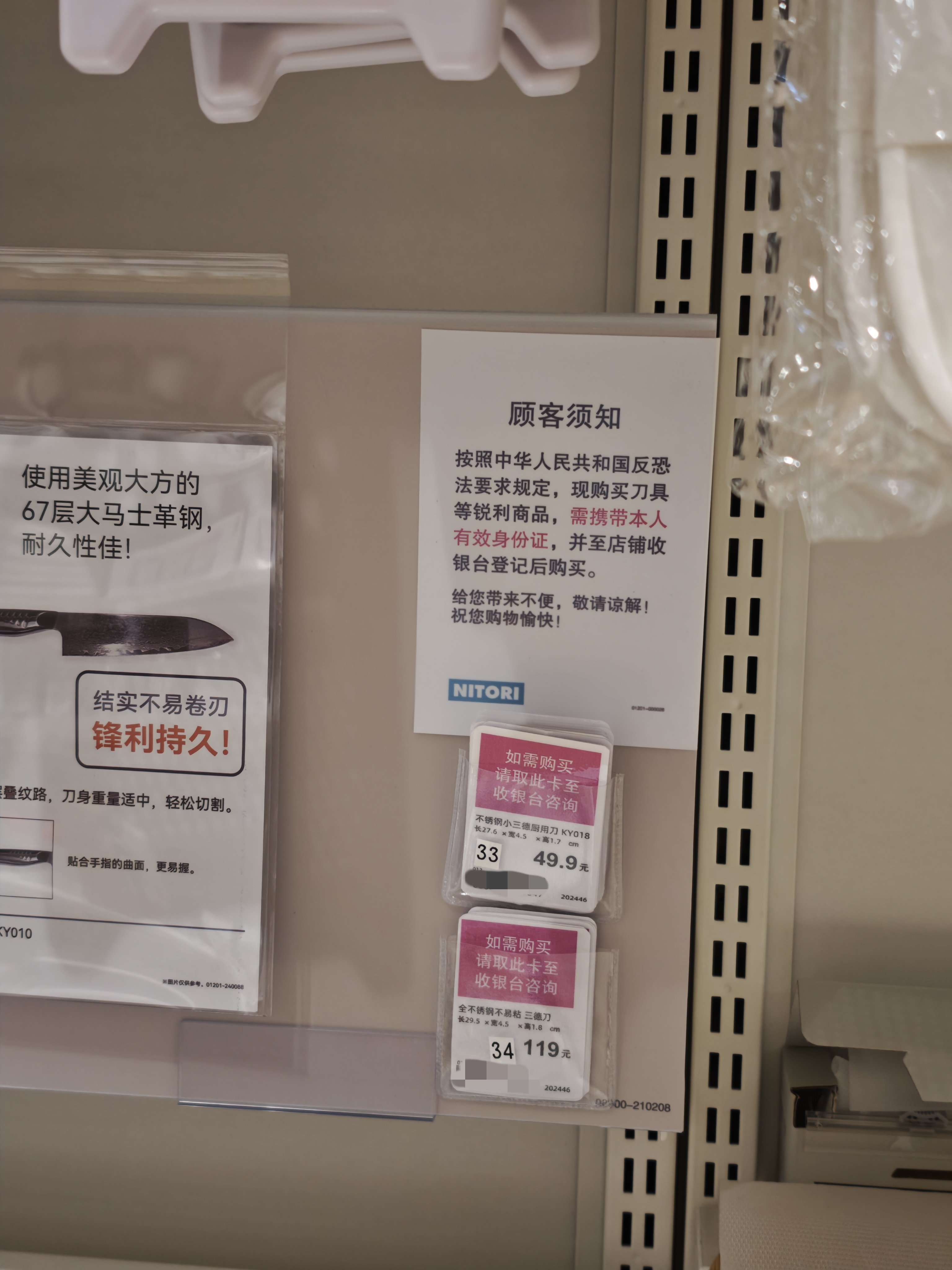
基于第二十二条的刀具购买须知

反恐怖主义法共10章97条，对恐怖活动组织和人员的认定、安全防范、情报信息、调查、应对处置、国际合作、保障措施、法律责任等方面进行了规定，全面系统地规定了中国反恐怖工作的体制、机制、手段、措施。
第3条给恐怖主义作出明确定义，即“通过暴力、破坏、恐吓等手段，制造社会恐慌、危害公共安全、侵犯人身财产，或者胁迫国家机关、国际组织，以实现其政治、意识形态等目的的主张和行为”。

## 争议及回应
反恐怖主义法第18条规定，“电信业务经营者、互联网服务提供者应当为公安机关、国家安全机关依法进行防范、调查恐怖活动提供技术接口和解密等技术支持和协助。”相关条文在草案公布后就引起了美国及人权组织关注，美国国务院曾指反恐法将进一步限制中国人言论、结社、集会和宗教自由，并忧虑美国企业和通信公司将被要求配合执法。
2015年初，针对反恐怖主义法草案，人权观察中国部主任索菲·理查森（Sophie Richardson）称草案“几无异于对人权侵犯大开绿灯”，“必须全盘检讨，使其符合国际法标准”。草案中104条对恐怖主义的定义“企图通过暴力、破坏、恐吓等手段，引发社会恐慌、影响国家决策、制造民族仇恨、颠覆政权、分裂国家的思想、言论和行为”被指极不明确且无限制，特别是“影响国家决策”的标准过于宽泛，“颠覆政权”或“分裂国家”也常被用于起诉异见人士。草案规定设立“国家反恐怖主义工作领导机构”，它负责认定恐怖活动组织和人员，而对认定不服的，也需要向机构申请复核，缺乏正当法律程序保障。在反恐法最终颁布时，对“恐怖主义”的定义已经做出了修正，上述批评中的“影响国家决策”、“颠覆政权”和“分裂国家”等被删除，而与认定与复核的相关条文并未进行大的修改。
在2015年12月27日下午举行的新闻发布会上，全国人大法工委刑法室副主任李寿伟针对路透社记者的提问，表示中国反恐法第18条的规定不会影响相关企业的正常经营活动，也不会被用于侵犯企业的知识产权，或者损害公民的网络言论自由和宗教信仰。他表示，第18条的规定符合联合国安理会关于打击网络恐怖主义的要求，与欧美的法律规定基本一致，符合反恐工作的实际要求。